# Með hækkandi sól
«Með hækkandi sól» (исландский: [mɛð ˈhaihkantɪ ˈsouːl]; с исл. — «С восходом солнца») — песня исландской трио Systur, представленная на конкурсе «Евровидение-2022» в Турине.
Песня была выпущена 5 февраля 2022 года вместе со всеми другими песнями, участвующими в конкурсе Söngvakeppnin в 2022 году.

## Евровидение
С 3 сентября по 6 октября 2021 года RÚV открыл период для подачи заявок заинтересованными авторами песен. У авторов песен не было каких-либо особых требований, и процесс был открыт для всех. На момент подачи заявок было получено 158 песен. Отборочный комитет, сформированный по согласованию с Ассоциацией композиторов (FTT) и Союзом исландских музыкантов (FIH), отобрал десять конкурсных работ, все из которых были представлены 5 февраля 2022 года.
"Með hækkandi sól" прошел в первый полуфинал из двух полуфиналов, первый из которых состоялся 26 февраля 2022 года. В каждом полуфинале исполнялись пять из десяти конкурирующих номеров, и две заявки, определенные исключительно зрителями посредством телефонного голосования, проходили в финал. В соответствии с правилами конкурса, организаторы конкурса могут выбрать дополнительный дополнительный квалификатор из числа не прошедших квалификацию номеров, которые также пройдут в финал. Впоследствии организаторы использовали этот вариант, что означало, что в финал прошли в общей сложности пять номеров. "Með hækkandi sól" квалифицировался как один из двух финалистов.
Финал состоялся 12 марта 2022 года. В первом раунде, в котором участвовали пять финалистов, "Með hækkandi sól" квалифицировался как один из двух финалистов, чтобы перейти к финальному поединку и стать победителем конкурса. В финальном туре "Með hækkandi sól" стала победительницей конкурса песни Söngvakeppnin 2022, став представителем Исландии на конкурсе песни Евровидение 2022.
Согласно правилам Евровидения, все страны, за исключением принимающей страны и "Большой пятерки" (Франция, Германия, Италия, Испания и Великобритания), должны пройти квалификацию в одном из двух полуфиналов, чтобы побороться за выход в финал; десять лучших стран из каждого полуфинала -финальный ход к финалу. Европейский вещательный союз (EBU) разделил страны-участницы на шесть разных групп на основе моделей голосования в предыдущих конкурсах, при этом страны с благоприятной историей голосования попали в одну группу. 25 января 2022 года была проведена жеребьевка, в результате которой каждая страна попала в один из двух полуфиналов, а также в какой половине шоу они будут выступать. Исландия прошла в первый полуфинал, который состоялся 10 мая 2022 года, и выступила во второй половине шоу.
Песня прошла в финал и была исполнена во второй половине.

## Список композиций
| №  | Название           | Длительность |
| -- | ------------------ | ------------ |
| 1. | «Hatrið mun sigra» | 2:59         |

## Позиции в чартах
| Чарт                   | Высшая позиция |
| ---------------------- | -------------- |
| Iceland (Plötutíðindi) | 1              |
| Lithuania (AGATA)      | 38             |